# Eishockey-Europameisterschaft 1923
Die 8. Eishockey-Europameisterschaft fand zum ersten Mal in Belgien statt. Das Turnier wurde vom 7. bis 11. März 1923 in Antwerpen ausgetragen. Mit fünf teilnehmenden Teams gab es eine neue Rekordbeteiligung. Teilnehmer waren Titelverteidiger Tschechoslowakei sowie die Teams aus Schweden, Frankreich, der Schweiz und dem Gastgeberland Belgien. Für die Franzosen war es der erste EM-Auftritt, der mit dem Gewinn der Silbermedaille endete. Schweden gewann seine zweite Europameisterschaft.

## Spiele
| 7. März 1923 20:00 Uhr | Belgien Henri Louette | 1:4 (1:2, 0:2) Spielbericht | Frankreich Robert Lacroix Léon Quaglia Alfred de Rauch Léon Quaglia | Palais de Glace, Antwerpen, Belgien |

| 7. März 1923 22:00 Uhr | Schweden Einar Svensson Nils Molander Birger Holmqvist Einar Svensson | 4:2 (2:1, 2:0) Spielbericht | Tschechoslowakei Karel Hartmann Jaroslav Jirkovský | Palais de Glace, Antwerpen, Belgien |

| 8. März 1923 | Belgien | 3:2 (2:1, 1:1) | Schweiz | Palais de Glace, Antwerpen, Belgien |

| 8. März 1923 | Schweden | 4:3 (3:2, 1:1) | Frankreich | Palais de Glace, Antwerpen, Belgien |

| 9. März 1923 | Tschechoslowakei | 1:2 (0:0, 1:2) | Frankreich | Palais de Glace, Antwerpen, Belgien |

| 9. März 1923 | Schweden | 6:0 (3:0, 3:0) | Schweiz | Palais de Glace, Antwerpen, Belgien |

| 10. März 1923 | Belgien | 0:3 (0:2, 0:1) | Tschechoslowakei | Palais de Glace, Antwerpen, Belgien |

| 10. März 1923 | Frankreich | 4:2 (1:2, 3:0) | Schweiz | Palais de Glace, Antwerpen, Belgien |

| 11. März 1923 20:20 Uhr | Tschechoslowakei Josef Šroubek Josef Maleček Karel Hartmann Karel Pešek Josef Maleček Josef Šroubek Josef Maleček Karel Pešek Valentin Loos | 10:3 (8:3, 2:0) Spielbericht | Schweiz Walter von Siebenthal Giuseppe Penchi Fred Auckenthaler | Palais de Glace, Antwerpen, Belgien |

| 11. März 1923 22:00 Uhr | Belgien | 1:9 (0:4, 1:5) Spielbericht | Schweden | Palais de Glace, Antwerpen, Belgien Zuschauer: 1.500 |

## Abschlusstabelle
| Pl | Mannschaft       | Sp | S | U | N | Tore  | Diff | Pkt. |
| -- | ---------------- | -- | - | - | - | ----- | ---- | ---- |
| 1. | Schweden         | 4  | 4 | 0 | 0 | 23:06 | +17  | 8:0  |
| 2. | Frankreich       | 4  | 3 | 0 | 1 | 13:08 | +05  | 6:2  |
| 3. | Tschechoslowakei | 4  | 2 | 0 | 2 | 16:09 | +07  | 4:4  |
| 4. | Belgien          | 4  | 1 | 0 | 3 | 05:18 | −13  | 2:6  |
| 5. | Schweiz          | 4  | 0 | 0 | 4 | 07:23 | −16  | 0:8  |

## Meistermannschaften
| Europameister 1923 Schweden | Albin Jansson – Einar Lundell, Georg Johansson-Brandius – Einar Svensson, Birger Holmqvist, Karl Björklund, Nils Molander, Torsten Tegner, Gustaf Johansson                                        |
| Silber Frankreich           | Robert George – Pierre Charpentier, André Charlet, Jacques Chaudron, Philippe Payot – Alfred de Rauch, Albert Hassler, Robert Lacroix, Jean-Joseph Monnard, Léon Quaglia                           |
| Bronze Tschechoslowakei     | Jaroslav Stránský, Jaroslav Řezáč – Otakar Vindyš, Karel Pešek, Valentin Loos – Josef Šroubek, Jaroslav Jirkovský, Josef Maleček, Karel Hartmann, Karel Koželuh, Jan Hamáček, Miloslav Fleischmann |